# Шаттуара I
Шаттуара I — царь Митанни, правил приблизительно в 1320 — 1300 годах до н. э.
Воевал с царём Ассирии Адад-нирари I, потерпел от него поражение и попал к нему в плен. Однако Адад-нирари I вновь восстановил Шаттуару на митаннийском престоле, но уже в качестве своего вассала, вынужденного платить дань Ассирии.
| Династия царей Митанни    |                                       |                     |
| Предшественник: Шаттиваза | царь Митанни ок. 1320 — 1300 до н. э. | Преемник: Васашатта |